# John Garfield
John Garfield, właśc. Jacob Julius Garfinkle (ur. 4 marca 1913 w Nowym Jorku, zm. 21 maja 1952 tamże) – amerykański aktor charakterystyczny.
Grał role złodziejaszków i buntowników, przedstawicieli klasy robotniczej. Uznawany za poprzednika aktorów wykorzystujących metodę Stanisławskiego, takich jak Marlon Brando, Montgomery Clift czy James Dean.
8 lutego 1960 otrzymał własną gwiazdę w Alei Gwiazd w Los Angeles znajdującą się przy 7065 Hollywood Boulevard.

## Życiorys
Urodził się w Lower East Side na Manhattanie w rodzinie Hannah Basi (z domu Margolis) i Davida Garfinkle. Jego ojciec miał pralnię z prasowalnica do ubrań, związując koniec z końcem, na pół etatu był chazanem. Matka zmarła w 1920, dwa lata po narodzinach kolejnego syna, Maxa. Ponieważ Garfinkle miał trudności z utrzymaniem rodziny, dzieci wychowywały się pod opieką różnych krewnych w całym Nowym Jorku.
Podczas gdy ojciec ożenił się ponownie, Garfinkle miał trudności w szkole i dołączył do różnych gangów. Trzykrotnie został wydalony, zanim został wysłany do alternatywnej szkoły. Dodatkowo zachorował na szkarlatynę, która doprowadziła do trwałego uszkodzenia jego serca.
Dorastając w dzielnicy teatrów jidysz, Garfinkle rozwinął talent do naśladowania ówczesnych wykonawców. Z powodu jąkania przeszedł terapię logopedyczną i ostatecznie zainteresował się mową i występami. Zaczął brać udział w szkolnych przedstawieniach, zgromadzeniach i debatach, w końcu odnalazł pasję, którą mógł realizować w swojej karierze akademickiej. Później zapisał się na lekcje aktorstwa, co zaowocowało rekomendacją do American Laboratory Theatre.
Pracował zarówno na scenie, jak i poza nią, w 1932 zadebiutował na Broadwayu w roli Billa w sztuce Zagubiony chłopiec. W tym samym roku przyjął pseudonim sceniczny Jules Garfield. Chociaż występ był krótkotrwały, dał się poznać jako aktor teatralny. W 1934 wstąpił do zespołu Teatru Grupowego. Podczas II wojny światowej nie został przyjęty do wojska ze względu na chorobę serca.
Z biegiem lat Garfield zajął się pracą w radiu i filmach. Pracując w Paramount Pictures i Warner Bros. przyjął pseudonim John Garfield. Był dwukrotnie nominowany do Oscara − za rolę cynicznego aranżera orkiestrowego Mickeya Bordena, którego ciężkie życie dało ponury obraz egzystencji w melodramacie muzycznym Michaela Curtiza Cztery córki (1938; nagroda National Board of Review) i za kreację Charleya Davisa, wbrew woli matki zostaje bokserem w dramacie sportowym filmie noir Roberta Rossena Ostatnia runda (1947).
27 stycznia 1935 zawarł związek małżeński z Robertą Seidman, która była członkinią partii komunistycznej. Mieli dwie córki − Katherine (ur. 1938, zm. 1945; reakcja alergiczna) i Julie (ur. 10 stycznia 1946) oraz syna Davida Pattona (ur. 25 lipca 1943, zm. 24 listopada 1994 na atak serca).
Zmarł w wieku 39 lat z powodu przewlekłej niewydolności serca.

## Wybrana filmografia
- 1938: Cztery córki jako Mickey Borden
- 1939: Cztery żony jako Mickey Borden
- 1941: Wilk morski jako George Leach
- 1943: Mściwy jastrząb jako sierżant Winocki
- 1946: Listonosz zawsze dzwoni dwa razy jako Frank Chambers
- 1947: Ostatnia runda jako Charley Davis
- 1947: Dżentelmeńska umowa jako Dave Goldman
- 1949: Jigsaw jako nygus z gazetą (niewymieniony w czołówce)